# 不動瀑布
不動瀑布（日語：不動の滝）是岩手縣八幡平市的瀑布、被選入日本瀑布百選與岩手名水二十選。
位於供奉瀨織津姬的櫻松神社後方。古代為修練者的道場處，1934於瀑布左岸放置不動明王石雕。

## 交通
自國道282號轉東南（該處有告示牌），4公里處的櫻松神社後。

## 外部連結
- 不動瀑布 - 八幡平市